# Verena Schmid (Sportschützin)
Verena Schmid (* 1999) ist eine deutsche Meisterin im Luftgewehrschießen.

## Leben
Sie wuchs im mittelfränkischen Schutzendorf auf. 2013 errang sie drei Deutsche Meistertitel. Mit 15 Jahren kam sie in den Nachwuchs-Bayernkader und 2015 in den Nationalkader. Sie arbeitet bei der Kessel AG in Lenting als Modellbauerin. Seit 2015 schießt sie für den SV Petersaurach in der Luftgewehr-Bundesliga und ihren Heimatverein SV Höbing in der Bayernliga. 2017 wurde sie im slowenischen Maribor Mannschafts-Europameisterin Luftgewehr und Luftgewehr-Mixed. Bei den Bayerischen Meisterschaften 2017 gewann sie mit dem Kleinkaliber-Gewehr zwei Silber- und drei Bronzemedaillen.